# Јулије Константин
Јулије Константин (умро септембра 337. н.е.) је био политичар Римског царства и члан Константинове династије, син цара Констана Хлора и његове друге жене Флавије Максимијане Теодоре, млађи полубрат цара Константина Великог и отац цара Јулијана.

## Биографија
Јулије Константин је рођен после 289. године, син цара Константина I Хлора и његове жене царице Теодоре, усвојенице цара Максимијана. Он је имао је два брата Далмација и Ханибалијана, и три сестре Констанцију, Анастасију и Евтропију. Цар Константин I је био његов полубрат, пошто је био син цара Константина I и Јелене. Упркос овом славном сродству, Јулије Константин никада није био ни цар ни савладар; цар Константин I му је, међутим, дао титулу патриција.